# Singa perpolita
Singa perpolita là một loài nhện trong họ Araneidae.
Loài này thuộc chi Singa. Singa perpolita được Tord Tamerlan Teodor Thorell miêu tả năm 1892.